# Насип (фільм)
«Насип» (латис. «Uzbērums») — латвійський радянський художній фільм 1970 року, драма. Фільм знятий за однойменною повістю  Андрейса Дріпа.

## Сюжет
Латвія, Друга світова війна. Радянські партизани Андрій і «Суворий» повинні підірвати німецький ешелон, що перевозить боєприпаси. До залізничного насипу, де вони ховаються, з сусіднього хутора приїжджає на покіс селянин Озолс зі своєю сім'єю. «Суворий» просить латиську сім'ю допомогти їм…

## У ролях
- Гунарс Цилінскіс —  Суворий
- Едгар Земгус Гіргенсонс —  Андрій
- Едуард Павулс —  старий Озолс
- Ліліта Озоліня —  Дзідра
- Антра Лієдскалніня —  Олія
- Егонс Бесеріс —  Йоган
- Гірт Яковлєв — Шуцман
- Артур Калейс — епізод
- Едгар Лієпіньш — епізод
- Улдіс Лієлдіджс — епізод

## Знімальна група
- Режисер: Ерік Лацис
- Автори сценарію: Андрейс Дріпе
- Оператор: Яніс Брієдіс
- Композитор: Адольф Скулте
- Художник: Лаймдоніс Грасманіс